# Ё Джун Хён
Ё Джун Хён (кор. 여준형; англ. Yeo Jun-Hyung 25 сентября 1983 года в Сеуле) — южнокорейский шорт-трекист. Чемпион мира 2003 года, серебряный призёр командного чемпионата мира 2003 года. Окончил Корейский Университет спорта на факультете физического воспитания.

## Спортивная карьера
Ё Джун Хён начал заниматься шорт-треком в начальной школе Лира после того, как мать посоветовала ему преодолеть частые болезни. В 1999 году Ё на юниорском чемпионата мира в Монреале выиграл бронзовую медаль в беге на 1500 метров и занял в личном многоборье 7-е место. На Кубке мира сезона 2002/03 в Чунчхоне выиграл свою единственную личную серебряную медаль на дистанции 1000 метров.
Когда он учился в первом классе средней школы Кёнги, он попал в состав национальной сборной, и выиграл в феврале 2003 года золотую медаль на зимних Азиатских играх в Аомори. В марте 2003 года завоевал золото в эстафете на чемпионате мира в Варшаве, а также серебряную медаль чемпионата мира среди команд в Софии. Осенью на Кубке мира в Калгари с командой занял 3-е место в эстафете,
В 2004 году он с болью узнал, что его сестру, также конькобежца национальной сборной избивал её тренер. Это был социальный шок, поскольку выяснилось, что корейские конькобежцы, которые в то время были лидерами в мире, тренировались, подвергаясь обычным избиениям и бесчеловечному обращению со стороны своих тренеров.
В сезоне 2004/05 на Кубке мира в Чехии в составе эстафеты выиграл серебряную медаль, после чего в феврале 2005 года участвовал на студенческой зимней Универсиаде в Инсбруке, где занял 4-е место в беге на 1500 метров и завоевал золотую медаль в эстафете.

## Тренерская карьера
Завершив свою спортивную карьеру в середине 2000-х, он начал карьеру тренером сборной Китая и ассистентом старшего тренера в сборной США с 2010 года, В 2012 году разгорелся скандал, в котором тренер американской сборной Чун Джэ Су был обвинён в избиении атлетов и был отправлен в административный отпуск на время расследования, а временным тренером назначили Ё Джун Хёна и сделали его ответственным за программу скоростного катания в США.
Ё Джун Хён с 2014 года является тренером национальной сборной Кореи по шорт-треку. В настоящее время он является президентом Ассоциации молодых конькобежцев, создал группу поддержки для молодых фигуристов, потому что, по его словам, обвинения неоднократно замалчивались официальными лицами и спортивными ассоциациями.